# Toxobotys boveyi
Toxobotys boveyi là một loài bướm đêm trong họ Crambidae.